# Wrecking Everything
Wrecking Everything è un album dal vivo del gruppo musicale thrash metal statunitense Overkill, pubblicato nel 2002 dalla Spitfire Records.

## Il disco
Contiene parte del concerto registrato nella serata del 23 marzo 2002 al Paramount Theatre di Asbury Park, nel New Jersey.

## Curiosità
- Oculatamente, la band ha preferito non inserire canzoni provenienti dagli album in studio Horrorscope - W.F.O. - I Hear Black.
 Sarebbero quelli del periodo con il duo chitarristico Gant/Cannavino, perfettamente rappresentato nel precedente live-album della band: Wrecking Your Neck del 1995.
- È la prima registrazione della band in cui appare il chitarrista Derek "The Skull" Tailer.

## Tracce
1. Necroshine – 5:56
2. Thunderhead – 6:22
3. Evil Never Dies – 4:42
4. Deny the Cross – 5:11
5. I Hate – 3:55
6. Shred – 3:55
7. Bleed Me – 4:29
8. Long Time Dyin' – 7:24
9. It Lives – 4:26
10. Battle – 5:29
11. The Years of Decay – 9:52
12. In Union We Stand – 5:09
13. Overkill – 4:02

## Wrecking Everything – An Evening in Asbury Park
Wrecking Everything è uscito anche nell'edizione video e, oltre all'intera performance registrata al Paramount Theatre di Asbury Park del 23 marzo 2002, propone anche un documentario che ripercorre l'intera carriera attraverso varie interviste alla band.
Questo è stato pubblicato, sempre nel 2002, dalla Eagle Vision tramite la Spitfire Records.

## Tracce

### Disco 1

#### Live
1. Intro – 1:02
2. Necroshine – 5:50
3. Thunderhead – 5:25
4. Evil Never Dies – 4:57
5. Deny the Cross – 5:14
6. Wrecking Crew (*) – 1:13
7. Powersurge (*) – 4:08
8. Gasoline Dream (*) – 6:58
9. I Hate – 4:23
10. Coma (*) – 3:57
11. Shred – 4:04
12. Hello from the Gutter (*) – 4:07
13. Bleed Me – 4:58
14. Long Time Dyin – 6:52
15. It Lives – 4:26
16. Battle – 4:55
17. Spiritual Void (*) – 4:39
18. The Years of Decay – 8:33
19. In Union We Stand – 5:22
20. Overkill – 3:59
21. Horrorscope (*) – 6:00
22. Rotten to the Core (*) – 3:15
23. Elimination (*) – 5:25
24. Fuck You/War Pigs (*) – 7:37
25. Credits – 0:33

(*) = Non presenti nella versione in CD.

### Disco 2

#### Special Features
1. Batmen: The Return... Chaly Speaks Documentary – 85:03
2. Batmen Behind The Scenes & Photo Gallery – 6:54
3. Photo Gallery

## Formazione
- Bobby Ellsworth – voce
- Dave Linsk – chitarra
- Derek Tailer – chitarra, voce addizionale
- D.D. Verni – basso, voce addizionale
- Tim Mallare – batteria